# 二十四山
二十四山（にじゅうしざん）は、方位の分割方法、あるいは分割されてできた24の方位の総称である。二十四方（にじゅうしほう）ともいう。

二十四方

十干から中央に配置される五行である土行の戊、己を除いた8つの干と十二支に、八卦から四隅に配置される、巽、坤、乾、艮の4つを加えた24の要素で全方位360度を分割する。したがってそれぞれの方位間隔は15°となる。8つの干は、その五行に対応する4つの方位の中心を指す十二支の両側に配置され、巽、坤、乾、艮の4つ卦は本来の四隅に配置される。
風水を含む中国占術の多くは、方位分割としてこの二十四山を採用している。

## 一覧
| 二十四山 | 種類 | 音     | 訓         | 方位角 | 八方 | 時刻 |
| -------- | ---- | ------ | ---------- | ------ | ---- | ---- |
| 子       | 支   | し     | ね         | 00°    | 北   | 00時 |
| 癸       | 干   | き     | みずのと   | 015°   |      | 01時 |
| 丑       | 支   | ちゅう | うし       | 030°   |      | 02時 |
| 艮       | 卦   | ごん   | うしとら   | 045°   | 北東 | 03時 |
| 寅       | 支   | いん   | とら       | 060°   |      | 04時 |
| 甲       | 干   | こう   | きのえ     | 075°   |      | 05時 |
| 卯       | 支   | ぼう   | う         | 090°   | 東   | 06時 |
| 乙       | 干   | いつ   | きのと     | 105°   |      | 07時 |
| 辰       | 支   | しん   | たつ       | 120°   |      | 08時 |
| 巽       | 卦   | そん   | たつみ     | 135°   | 南東 | 09時 |
| 巳       | 支   | し     | み         | 150°   |      | 10時 |
| 丙       | 干   | へい   | ひのえ     | 165°   |      | 11時 |
| 午       | 支   | ご     | うま       | 180°   | 南   | 12時 |
| 丁       | 干   | てい   | ひのと     | 195°   |      | 13時 |
| 未       | 支   | み     | ひつじ     | 210°   |      | 14時 |
| 坤       | 卦   | こん   | ひつじさる | 225°   | 南西 | 15時 |
| 申       | 支   | しん   | さる       | 240°   |      | 16時 |
| 庚       | 干   | こう   | かのえ     | 255°   |      | 17時 |
| 酉       | 支   | ゆう   | とり       | 270°   | 西   | 18時 |
| 辛       | 干   | しん   | かのと     | 285°   |      | 19時 |
| 戌       | 支   | じゅつ | いぬ       | 300°   |      | 20時 |
| 乾       | 卦   | けん   | いぬい     | 315°   | 北西 | 21時 |
| 亥       | 支   | がい   | い         | 330°   |      | 22時 |
| 壬       | 干   | じん   | みずのえ   | 345°   |      | 23時 |

## 二十四山の拡張
佐渡金山では、元禄4年（1691年）から6年をかけて南澤大疎水坑道を掘る際に、二十四山を更に分割して高精度とした羅針盤が使われた。その羅針盤における方位の名称は、二十四山の中間の方位に二十八宿の名称を用いて48方位に拡張したもので、7.5°（7°30′）ごとに子（北）から「子女癸牛丑斗艮箕寅尾甲心卯氐乙亢辰角巽軫巳翼丙張午柳丁鬼未井坤参申觜庚畢酉胃辛婁戌奎乾壁亥室壬危」となっており、更に細分としてその各方位を10等分し、その細分された各方位までには固有の名称はなかったが、最終的に0.75°（45′）ごとの480方位としていた。